# Wiktor Abramowitsch Salgaller

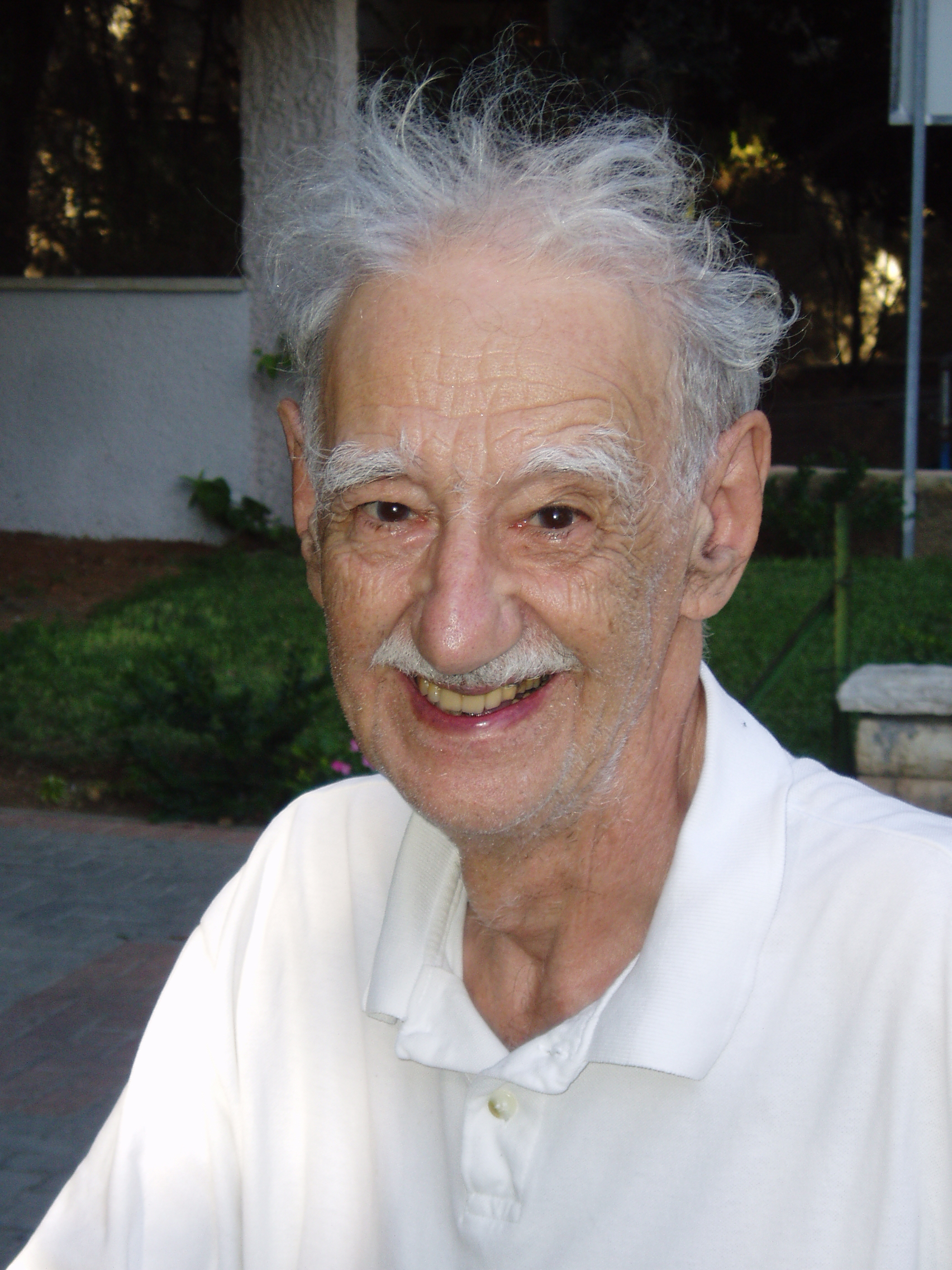
Wiktor Salgaller im September 2006 in Rechovot

Wiktor Abramowitsch Salgaller (russisch Виктор Абрамович Залгаллер, hebräisch ויקטור אבּרמוביץ' זלגלר, engl. Transkription Victor Abramovich Zalgaller; * 25. Dezember 1920 in Parfino, Gouvernement Nowgorod, Russische SFSR, heute Oblast Nowgorod, Russland; † 2. Oktober 2020 in Israel) war ein russisch-israelischer Mathematiker, der sich mit Geometrie und mathematischer Optimierung beschäftigte.

## Biografie
Salgaller entstammte einer jüdischen Familie. Er interessierte sich früh für Mathematik und war 1936 einer der Gewinner der ersten Leningrader Mathematikolympiade, die für Schüler ausgerichtet wurde. 1931 geriet sein Vater in Konflikt mit dem Sowjetregime und wurde wegen vermeintlicher „Propaganda für Polen“ für mehr als ein Jahrzehnt in den Gulag verbannt. Er durfte nie wieder nach Leningrad zurückkehren. Der Sohn studierte an der Universität Leningrad bei Alexander Danilowitsch Alexandrow und Leonid Kantorowitsch. Nach dem deutschen Überfall auf die Sowjetunion meldete er sich im Juli 1941 als Freiwilliger zur Roten Armee und diente vier Jahre lang in einer Artillerieeinheit. Er wurde mehrfach verwundet und erhielt mehrere militärische Auszeichnungen. Da er danach als verdienter Kriegsveteran galt, wurde ihm das akademische Fortkommen in der Sowjetunion erleichtert – trotz der Verurteilung des Vaters und trotz seiner jüdischen Herkunft.
Mit Kantorowitsch veröffentlichte er 1951 ein Buch, das später unter dem englischen Titel Economic Cutting of Industrial Stocks zu einem Standardwerk wurde. 1963 habilitierte er sich bei Alexandrow (Flächen mit beschränkter Krümmung). Ab 1948 war er am Leningrader Zweig des Steklow-Instituts tätig, wo er Professor wurde. In den 1970er Jahren war er auch als Professor an der Leningrader Universität tätig. 1999 emigrierte er nach Israel und lebte danach in Rehovot. Er blieb bis ins hohe Alter wissenschaftlich aktiv. Fünf seiner wissenschaftlichen Arbeiten erschienen, als er bereits über 80 Jahre alt war.
Zu Salgallers Arbeitsfeldern zählten lineare Programmierung, dynamische Programmierung, isoperimetrische Ungleichungen, konvexe Polyeder und Differentialgeometrie.
1994 löste er mit G. A. Loss das Malfatti-Problem.

## Schriften (Auswahl)
- Mit A. D. Alexandrov: Intrinsic geometry of surfaces. In: American Mathematical Society, 1967, Online auf ams.org.
- Mit Juri Dmitrijewitsch Burago: Geometric Inequalities (= Grundlehren der Mathematischen Wissenschaften; 285). Springer, New York 1988, ISBN 0-387-13615-0.
- Herausgeber mit Juri Burago: Geometry III, Theory of Surfaces (= Encyclopedia of Mathematical Sciences; 48). Springer, Berlin 1992, OCLC 1023987762.
- Convex Polyhedra with regular faces (= Seminars in mathematics; 2). Consultants Bureau, New York 1969, OCLC 601661070.